# Euphorbia serrata
Euphorbe à feuilles dentées en scie, Euphorbe dentée
Espèce
L’Euphorbe à feuilles dentées en scie ou Euphorbe dentée, (Euphorbia serrata L., 1753) est une espèce de plantes à fleurs de la famille des Euphorbiacées.

## Description

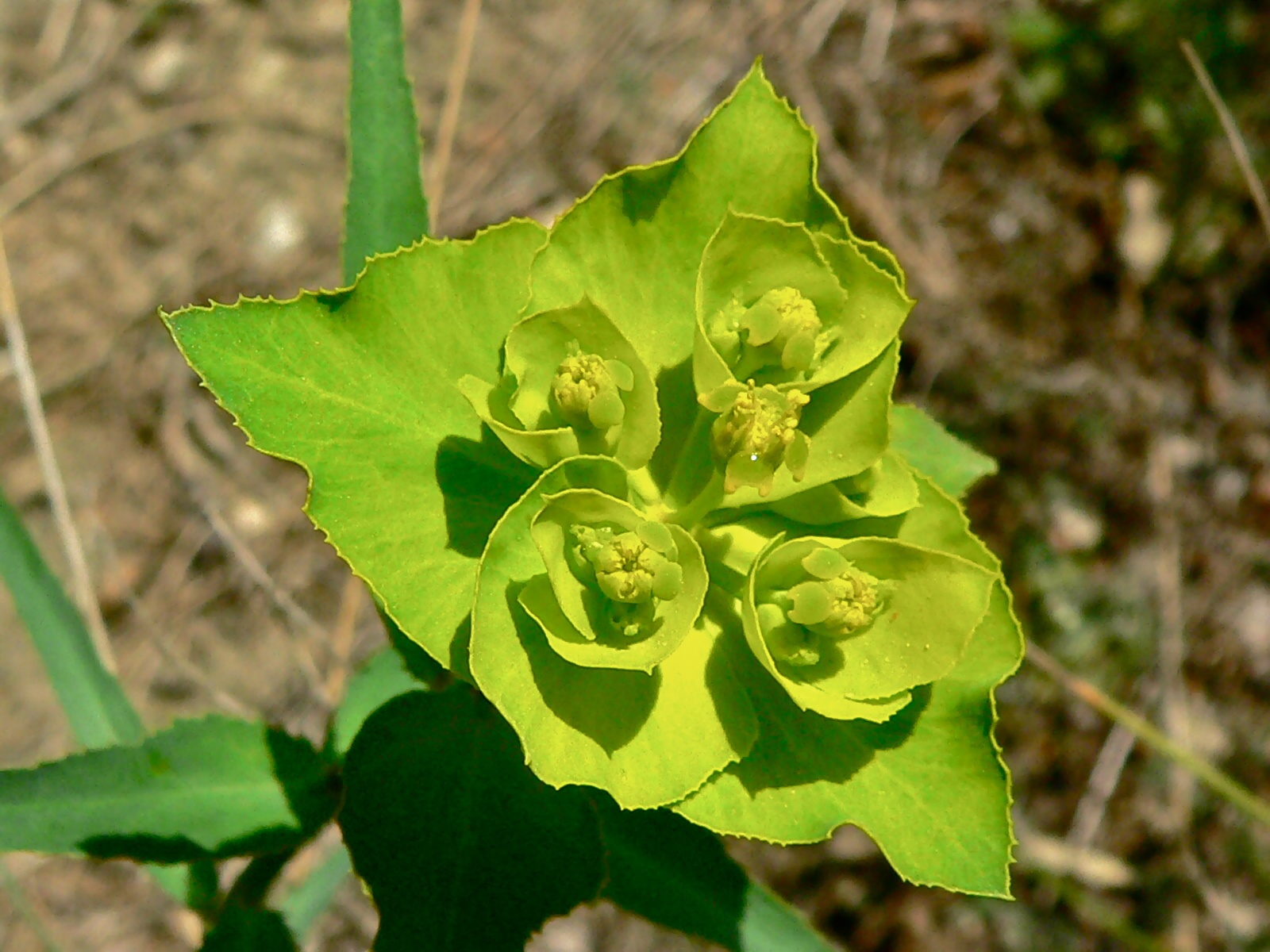
Euphorbia serrata (Hérault, France).

C'est une plante herbacée.